# Ernesto Palacio (escritor)
Ernesto Palacio (San Martín, 4 de enero de 1900-Buenos Aires, 3 de enero de 1979) fue un docente, abogado, periodista y escritor argentino. Formó parte de la generación de intelectuales nacionalistas que comenzaron a escribir en la década de 1920.

## Primeros años
Ernesto Palacio, hijo de Alberto C. Palacio y de Ada Calandrelli y hermano del dibujante Lino Palacio, ingresó a la Facultad de Derecho y Ciencias Sociales de la Universidad de Buenos Aires para estudiar abogacía en 1919 y egresó en 1926.Ernesto Palacio nace en San Martín el 4 de enero de 1900, formando parte de una familia 
acomodada. Estudia abogacía en la Facultad de Derecho de la Universidad de Buenos Aires.
Participa en la revista Proteo en el año 1916. Milita en el anarquismo actuando en la Federación de 
Asociaciones Culturales12 y en el reformismo universitario porteño. Participa de la fundación de la 
Revista Nacional.
En los años veinte participa en la vanguardia literaria participando de la Revista Martín Fierro y  sostiene vínculos con figuras de Boedo.  En ese tiempo participa de la “Revista de América” y en el grupo de La Peña del Sótano. Martín Fierro se escinde por la decisión de la fracción encabezada por Jorge Luis Borges, de apoyar 
la candidatura de Hipólito Yrigoyen, mientras que el resto de los escritores preferían mantener la neutralidad de la revista.
Enseñó Historia Antigua e Historia Argentina en la Escuela Comercial de Mujeres (1931-1938), Geografía en el Colegio "Justo José de Urquiza", e Historia de la Edad Media en el Colegio Nacional "Bernardino Rivadavia" (1931-1955).

## El grupo Florida
El grupo Florida fue un agrupamiento informal de artistas de vanguardia de la Argentina durante la década de 1920 y de 1930. Junto con Roberto Mariani, deciden, con fines de publicidad, iniciar un “movimiento literario”. Se le suman entonces Evar Méndez, Oliverio Girondo y otros, dispuestos, a crear un movimiento, remedo de la vida literaria, como solía acontecer en París. Para tener resonancia y éxito, debía ser ruidoso y comercial. Así fue, uno tomó rumbo a la derecha y el otro derivó a la izquierda. El calificativo de “Florida” correspondió al centro de la ciudad, y el de “Boedo”, al suburbio.

## Función Pública
Fue ministro de Gobierno e Instrucción Pública de la Intervención Nacional en San Juan (1930-1931). Fue diputado nacional entre 1946 y 1952, donde fue presidente de la Comisión de Cultura (1946-1947).

## Actividad Nacionalista
Colaboró como redactor de la revista argentina de vanguardia “Martín Fierro”.
Escribió regularmente en La Nueva República, una revista  establecida en 1927, que sirvió de base para el resurgir nacionalista de las clases letradas del país. Compartió deberes editoriales con gente como  Juan Carulla, Rodolfo Irazusta y su hermano Julio, Roberto de Laferrere y César Pico, basándose la línea editorial en las ideas de Leopoldo Lugones. También editó el semanario Nuevo Orden que tuvo su primera aparición en julio de 1940, de ideología católica. Fue co-fundador del Instituto de Investigaciones Históricas «Don Juan Manuel de Rosas»,
Fue el fundador y líder del Partido Liberator convirtiéndose en uno de los líderes del sentimiento antibritánico; miembro del Comisión Directiva de la Revista del Instituto de Estudios Históricos "Juan Manuel de Rosas". Fue uno de los miembros de su generación que sintió simpatía por el Movimiento Peronista. Debido a sus ideas cercanas al peronismo fue proscrito y perseguido durante el régimen dictatorial autodenominado Revolución Libertadora.

## Obras
- La Inspiración y la Gracia (Buenos Aires, Editorial Gleizer, 1929).
- Catilina. La revolución contra la plutocracia en Roma (Buenos Aires, Editorial Rosso, 1935).
- El Espíritu y la Letra (Buenos Aires, Editorial Serviam, 1936).
- Historia de Roma (Buenos Aires, Editorial Albatros, 1939).
- Teoría del Estado (Buenos Aires, Editorial Política, 1949).
- La historia falsificada (Buenos Aires, A. Peña Lillo Editor, 1960).
- Historia de la Argentina 1515-1938 (Buenos Aires, Ediciones Alpe, 1954).